# 푸싱구 (한단시)
푸싱구(한국어: 부흥구, 중국어: 复兴区, 병음: Fùxīng Qū)는 중화인민공화국 한단 시의 행정구역이다. 넓이는 37km2이고, 인구는 2007년 기준으로 260,000명이다.

## 기후
연평균 기온은 13.5°C이고 연평균 강수량은 575.9mm이다.

## 행정 구역
7개 가도, 1개 향을 관할한다.
- 가도：胜利桥街道、百家村街道、铁路大院街道、化林路街道、庞村街道、二六七二街道、石化街道。
- 향 : 彭家寨乡。